# Ladislav Josef Čelakovský
Ladislav Josef Čelakovský (Praga, 1834 – 1902) è stato un botanico ceco.
Figlio del grande poeta František Ladislav Čelakovský e fratello dello storico Jaromír Čelakovský, insegnò botanica al politecnico di Praga dal 1866 e all'università di Praga dal 1880. 
Si occupò di botanica generale della Boemia, prestando particolare attenzione alle varietà di fiori.